# Bombardamento di Königsberg
Il bombardamento di Königsberg avvenne in due tempi, nelle notti del 26-27 e 29-30 agosto 1944, nel più ampio contesto dei vasti bombardamenti strategici sulla Germania nazista portati avanti con determinazione e grandi forze dagli Alleati occidentali. La città subì danni ingenti e fu totalmente distrutta nell'aprile 1945 nel corso della lotta disperata per frenare l'avanzata dell'Armata Rossa.

## Storia

### Contesto strategico
Nel 1941, agendo in gran parte per vendetta per il bombardamento tedesco di Mosca, Stalin diede personalmente ordine alla Voenno-vozdušnye sily SSSR di bombardare Königsberg, popolosa città portuale nella Prussia orientale. Undici bombardieri Petlyakov Pe-8 attaccarono la città il 1º settembre e tutti rientrarono alla base. L'aviazione sovietica bombardò nuovamente la città il 26 luglio 1942, il 27 agosto 1942 e il 15 luglio 1943. Inoltre la notte del 28 aprile 1943 un isolato bombardiere sganciò un ordigno FAB-5000 sull'area della città, la più grande in dotazione all'aviazione sovietica.

### I bombardamenti
Königsberg fu obiettivo di un nutrito raid nella notte tra il 26 e 27 agosto 1944, condotto da 174 bombardieri quadrimotori Avro 683 Lancaster appartenenti al No. 5 Group della Royal Air Force. La città si trovava al limite dell'autonomia dei velivoli a pieno carico e il gruppo aereo dovette percorrere un totale di 1 900 miglia (circa 3 100 chilometri) tra andata e ritorno; i reparti basati a Skellingthorpe, nel Lincolnshire, furono anzi obbligati ad atterrare alla base militare di Tain. L'attacco costò la perdita di quattro bombardieri e non ebbe un grande effetto, perché i grappoli di ordigni caddero per lo più sul lato orientale della città e in periferia, lasciando intatto il centro.
Il Bomber Command organizzò dunque un secondo bombardamento per la notte del 29-30 agosto. Questa volta il No. 5 Group schierò 189 Lancaster, i quali sganciarono 480 tonnellate tra bombe esplosive e incendiarie proprio sul centro cittadino: gli esperti del Comando stimarono che il 20% degli impianti industriali e il 41% delle abitazioni private di Königsberg furono distrutte nell'azione. Le difese contraeree e la caccia notturna tedesche opposero una decisa resistenza e furono capaci di abbattere quindici velivoli britannici. Il centro storico soffrì vaste distruzioni e i distretti di Altstadt, Löbenicht e Kneiphof vennero praticamente rasi al suolo; neppure la cattedrale del XIV secolo fu risparmiata (di essa rimase solo parte delle mura perimetrali) e il castello, tutte le chiese della città vecchia, l'università e il porto vecchio furono devastati. Infine furono polverizzati due dei famosi Sette ponti di Königsberg.
L'autore ebreo tedesco e musicista Michael Wieck, nativo di Königsberg, scrisse nel suo A Childhood Under Hitler and Stalin che "il popolo di Königsberg non dimenticherà mai quelle notti di terrore dalla sua memoria".

### Distruzione finale di Königsberg
Nel gennaio 1945 Königsberg rimase tagliata fuori dalla travolgente offensiva sovietica in Prussia e la numerosa guarnigione si organizzò per resistere all'atteso assalto finale, che avvenne nella prima decade di aprile: la durissima battaglia costò decine di migliaia di morti a entrambi gli schieramenti e distrusse definitivamente la città, il 90% della quale era raso al suolo alla fine della guerra. Sotto l'occupazione sovietica tutti i tedeschi furono espulsi e la città, ricostruita e ribattezzata Kaliningrad, fu ripopolata da russi.